# 아우렐 치클레아누
아우렐 치클레아누(루마니아어: Aurel Țicleanu, 후네도아라 주 텔리우츠 ~)는 루마니아의 축구 감독이자 전직 선수로, 현역 시절 미드필더로 활약했다.

## 클럽 경력
1974년에 치클레아누는 메탈루르지스툴 사두의 유소년부에서 축구를 시작했고, 콘스탄틴 오체트 우니베르시타테아 크라이오바 감독의 눈에 띄어 이적했다. 그는 17세의 나이로 1976-77 시즌에 17세의 나이로 신고식을 치렀다. 치클레아누는 9년을 구단과 동행하며 1980년과 1981년에 2년 연속으로 우승했고, 1983년에는 UEFA컵 준결승전에도 올랐다.
1985-86 시즌, 그는 부쿠레슈티의 스포르툴 스투덴체스크로 이적해 구단의 리그 최고 성적인 디비지아 A 준우승에 일조했다. 그는 부쿠레슈티 연고 구단에 4년을 머물다가 키프로스의 올림피아코스 니코시아로 이적했고, 1991년에 은퇴했다.

## 국가대표팀 경력
치클레아누는 20세의 나이로 폴란드와의 1979년 8월 29일 경기에서 첫 성인 국가대표팀 경기를 치렀다. 그는 루마니아 국가대표팀 경기에 42분 출전했고, 유로 1984에도 참가했다.

## 감독 경력
현역 은퇴 후, 치클레아누는 지도자의 길을 걸어 UTA 아라드, 오첼룰 갈라치, 우니베르시타테아 크라이오바, 그리고 루마니아 U-21 국가대표팀 등을 지도했다.
그는 키프로스, 알바니아, 모로코, 방글라데시, 쿠웨이트, 그리고 사우디아라비아 등 여러 유소년 국가대표팀과 구단들을 지도했다. 그가 지휘한 구단들 중에는 에바고라스 파포스, 마그레브 페스, 디나모 티라나, 루슈냐, 하사니아 아가디르, 방글라데시 U-20 국가대표팀, 알 사헬, 그리고 알 자흐라, 코로나 브라쇼브, 그리고 브라쇼브 등이 있었다. 2014년 4월, 그는 루마니아 축구 연맹의 스카우터 보직을 맡게 되었다. 2016년 6월 27일, 치클레아누는 세바스티앙 라자로니 감독의 바통을 이어받을 카타르 스포츠단의 인물로 낙점되었다.